# Vincenc z Waldstein-Wartenbergu
Jan Vincenc Ferrerius hrabě z Waldstein-Wartenbergu, počeštěně z Valdštejna-Vartenberka (německy Johann Vinzenz Ferrerius Graf von Waldstein-Wartenberg; 17. června 1731 Vídeň – 10. dubna 1797 zámek Třebíč) byl český šlechtic, pocházel z hraběcího rodu Valdštejnů. Proslavil se především jako kulturní mecenáš, podporoval hudební umělce (Josef Mysliveček, Wolfgang Amadeus Mozart). Vlastnil rozsáhlé statky v severních Čechách (Mnichovo Hradiště, Doksy, Bělá pod Bezdězem) a na Vysočině (Třebíč) a na svých sídlech vybudoval několik divadel. Od roku 1758 užíval jméno z Valdštejna-Vartenberka (Waldstein-Wartenberg).

## Životopis

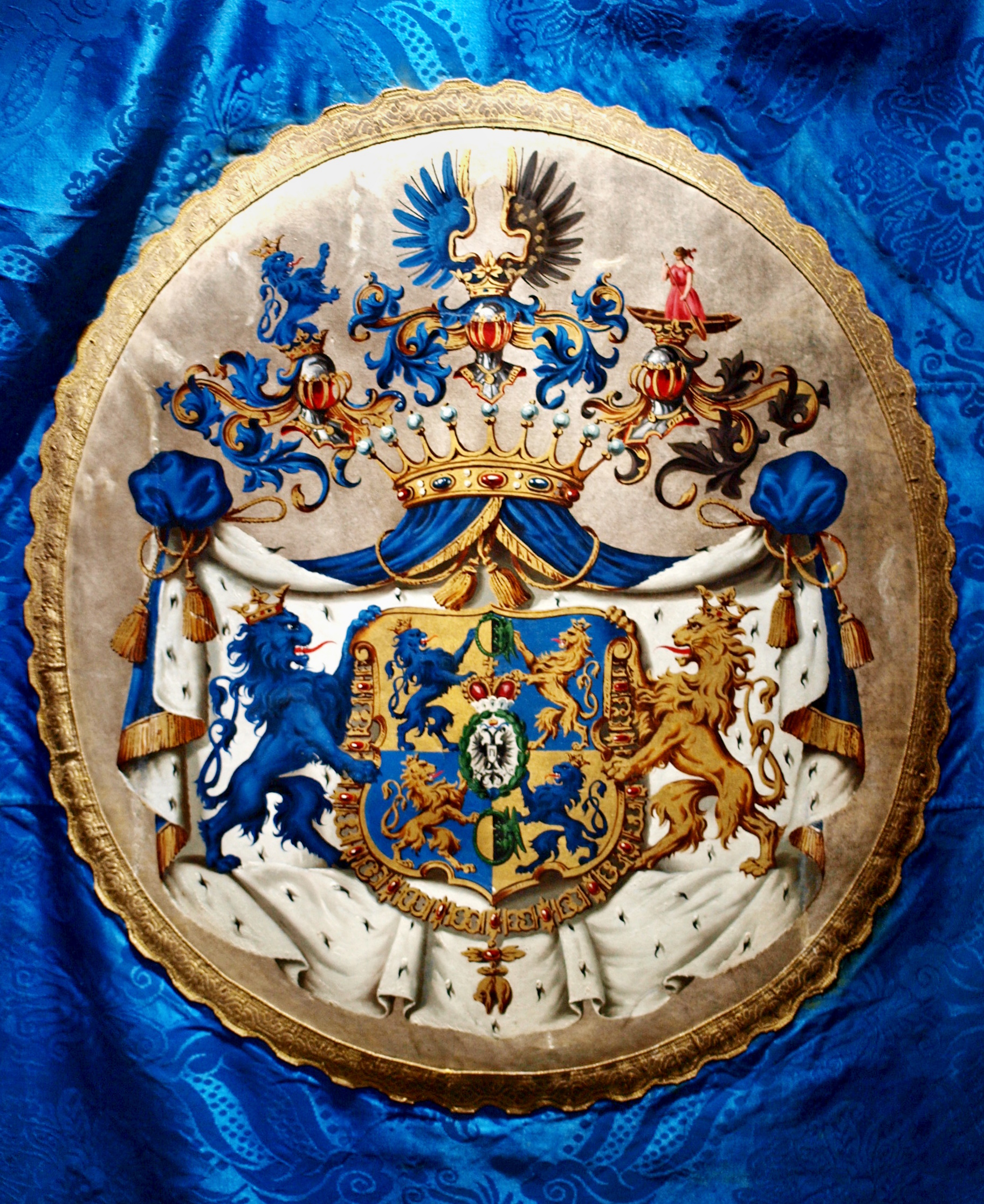
Erb hrabat z Valdštejna-Vartenberka v podobě z roku 1758

Narodil se ve Vídni jako syn hraběte Františka Arnošta z Valdštejna (1706–1748), zakladatele mnichovohradištské rodové linie, a jeho manželky hraběnky Marie Alžběty, rozené z Fürstenbergu (1703–1767). Pod dohledem obou rodičů se mu dostalo vynikajícího vzdělání, otec dbal především na výchovu v oblasti hudby a Vincenc hrál na několik hudebních nástrojů, nejlépe na violoncello. Ovládal šest jazyků, samozřejmostí byla znalost češtiny. V době otcova úmrtí (1748) byl ještě nezletilý a poručnickou správou dědictví byla pověřena matka Marie Alžběta. Vincenc převzal správu majetku včetně vysokých dluhů v roce 1753. Jednalo se o severočeská panství Mnichovo Hradiště, Doksy a Bělá pod Bezdězem součástí dědictví byl také Valdštejnský palác na Malé Straně v Praze. Neutěšenou hospodářskou situaci na svých panstvích řešil Vincenc mimo jiné četnými podnikatelskými aktivitami. Provozoval několik manufaktur, pro své podnikatelské záměry v textilní výrobě uvolnil nevyužívané zámky v Bělé pod Bezdězem nebo Klášter Hradiště. V přádelnách a kartounkách pracovaly v neúnosných podmínkách i děti, po četných stížnostech sem byla vyslána císařská inspekce, ovšem s nevalným výsledkem. V severních Čechách se pokoušel také o těžbu uhlí, v tomto odvětví ale zbohatli jeho potomci až v 19. století. Jako nejstarší člen rodu převzal v roce 1775 seniorátní fideikomis Třebíč, kde později často pobýval.
Dosáhl čestných hodností císařského komorníka a tajného rady, u dvora ve Vídni se ale vyskytoval jen zřídka, převážně žil na svých českých panstvích. V roce 1758 dosáhl rozšíření rodového jména a erbu do alianční podoby z Valdštejna-Vartenberka (von Waldstein-Wartenberg). Jednalo se o poměrně neobvyklou alianci založenou na velmi vzdálených příbuzenských vazbách (Valdštejnové a Vartenberkové patřili k rozrodu Markvarticů, rod Vartenberků ale vymřel již v roce 1635). Vincenc spolu se strýcem Františkem Josefem (1709–1771) z duchcovské rodové větve museli složitě dokládat spřízněnost obou rodin. Majestátem Marie Terezie ze 16. srpna 1758 bylo povoleno sloučení jmen a erbů obou rodin, podobu Waldstein-Wartenberg užívají potomci dodnes. V roce 1774 byl přijat do kolegia švábských hrabat Svaté říše. Byl také nositelem hodnosti nejvyššího kraječe Českého království, která Valdštejnům náležela dědičně od roku 1716. V tomto úřadu se zúčastnil korunovace Leopolda II. českým králem a při této příležitosti byl pasován na svatocváclavského rytíře.

### Mecenáš

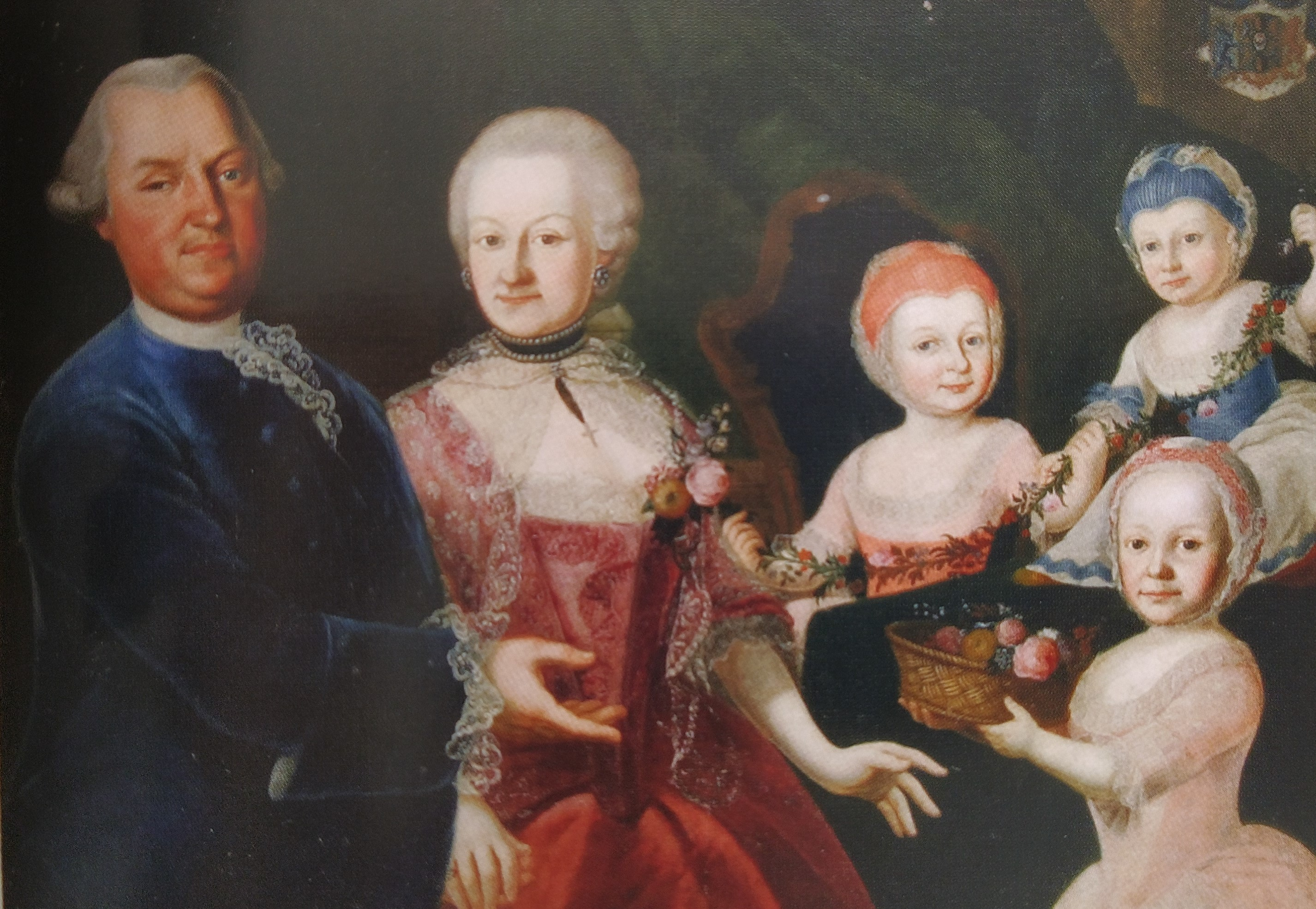
Vincenc z Valdštejna s manželkou Žofií, dcerami Marií, Leopoldinou a synem Arnoštem Filipem (sbírky zámku Mnichovo Hradiště

Vincenc z Valdštejna proslul především jako milovník a mecenáš divadla a hudby. Na svých panstvích požadoval hudební vzdělání i u hospodářských úředníků a jejich účast v hraběcí kapele. V Praze se pokoušel zřídit stálou divadelní scénu v jízdárně svého paláce na Malé Straně, proti tomu se ale postavili měštší radní, kteří měli příjmy z pronájmu divadla v Kotcích a argumentovali tím, že dvě divadla se v Praze neuživí. Vincenc z Valdštejna vedl s městskou radou neúspěšný spor řadu let, nakonec ale ve svém paláci provozoval alespoň soukromá představení. Svou pozornost pak zaměřil na vybudování zámeckého divadla v Mnichově Hradišti. K přestavbě tanečního sálu na divadlo chybí archivní prameny, konečná podoba je zaznamenána až z pozůstalostního inventáře po Vincencově úmrtí. Další zámecké divadlo vzniklo také v Třebíči, kde Vincenc častěji pobýval v pozdějších letech a také zde zemřel. Z některého z Vincencových divadel pochází rozměrná opona, která se za nejasných okolností po jeho smrti dostala na zámek Sychrov a zde je umístěna dodnes. Kromě divadla se Vincenc zajímal také o literaturu, svou knihovnu obohatil o díla francouzských filozofů, zakoupil také šestisvazkový francouzský překlad nejslavnějšího Machiavelliho díla Vladař.
Podporoval nadějné hudebníky, financoval například studijní pobyty houslistů Antonína Kammela a Josefa Myslivečka v Itálii. Z let 1770–1782 jsou doloženy také Vincencovy kontakty s W. A. Mozartem.
Když byl v roce 1782 za josefínských reforem zrušen klášter ve Valdicích u Jičína, inicioval Vincenc z Valdštejna převoz ostatků Albrechta z Valdštejna do Mnichova Hradiště. Přesun generalissimových ostatků v nově pořízené barokní rakvi byl v roce 1785 významnou společenskou událostí za účasti široké veřejnosti, jednalo se v podstatě o opožděný pohřeb, protože Albrecht z Valdštejna byl po svém zavraždění pochován v rychlosti a tajně. Jeho ostatky jsou uloženy v kapli sv. Anny v Mnichově Hradišti. I když poslední roky života strávil v Třebíči, hlavním sídelním městem bylo Mnichovo Hradiště, kde kromě zámeckého divadla došlo i k dalším adaptacím interiérů, došlo také k úpravě zámeckého parku. Zájem o sídelní město Mnichovo Hradiště dokládá také finanční účast na výstavbě nové radnice v letech 1770–1771..
Hrabě Vincenc z Valdštejna-Vartenberka zemřel 10. dubna 1797 na zámku v Třebíči. Pohřben byl na starém hřbitově u kostela sv. Jakuba v Mnichově Hradišti. Důvod jeho pochování mimo rodovou hrobku je údajně v jeho příslušnosti ke svobodnému zednářství.

## Rodina a potomstvo

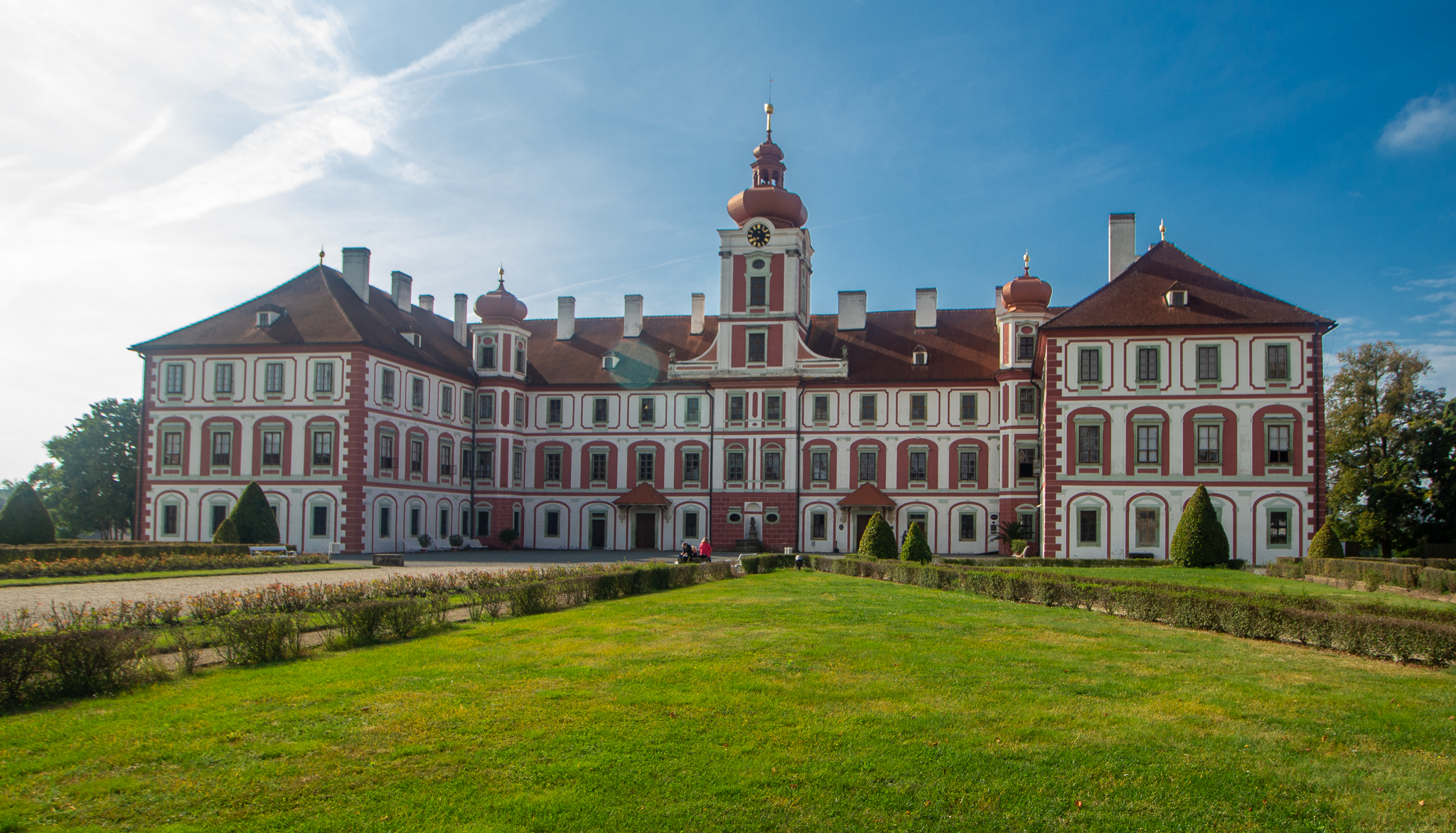
Zámek Mnichovo Hradište

V Praze se 14. dubna 1759 oženil s hraběnkou Žofií ze Šternberka (11. 6. 1738 Vídeň – 16. 1. 1803 Praha), dcerou hraběte Františka Filipa ze Šternberka (1708–1786), diplomata a hofmistra Marie Terezie, a jeho manželky hraběnky Marie Eleonory Leopoldiny ze Starhembergu (1712–1800). Měsíc po svatbě absolvovali novomanželé slavnostní vjezd do rezidenčního města Mnichovo Hradiště, na uvítanou nechali měšťané postavit slavobránu. Žofie byla později dámou Řádu hvězdového kříže a svého manžela podporovala v jeho kulturních aktivitách. Pobývala často v areálu Valdštejnska a iniciovala také četné úpravy v Mnichově Hradišti. Z manželství se narodilo osm dětí:
- 1. Marie Žofie (2. 2. 1760 – 15. 11. 1818)
- 2. Leopoldina Františka (7. 8. 1761 Mnichovo Hradiště – 30. 11. 1845 Praha), provdaná na zámku v Doksech 1./10. února 1776 za prince Viléma Karla z Auerspergu (9. srpna 1749 – 16. března 1822)
- 3. Josefa (4. 10. 1762 – 3. 10. 1841)
- 4. Arnošt Filip (26. 10. 1764 Mnichovo Hradiště – 13. 8. 1832 Mariánské Lázně), ženatý poprvé od 20. září 1789 na zámku Kozel s hraběnkou Marií Antonií Desfoursovou (10. 5. 1772 Praha – 1. 1. 1813 Praha), podruhé od roku 1815 s hraběnkou Ernestinou Zuzanou Breunerovou (11. 8. 1784 – 27. 8. 1849)
- 5. Karolína Kristiana Frederika (13. 1. 1766 – 1844), provdaná poprvé od 15. 1. 1791 za hraběte Leopolda z Daun-Teano (23. 7. 1769 – 5. 1. 1799), podruhé od 2. října 1802, manžel Claude L'Hoste de Beaulieu († 1802)
- 6. Emanuel František (10. 4. 1770 – 12. 7. 1803, v boji), 17. 12. 1798 se v Praze oženil s Monikou Schorelovou (15. 6. 1774 – 1856)
- 7. Josef Vincenc (4. 3. 1773 – 20. 6. 1799, v bitvě)
- 8. Kunigunda (8. 10. 1775 – 30. 4. 1786)